# Igor Gjuzelov
Igor Gjuzelov (Macedonisch: Игор Ѓузелов) (Strumica, 2 april 1976) is een Macedonisch voormalig voetballer die hoofdzakelijk als centrale verdediger speelde. Hij droeg achttien keer het shirt van de Macedonische nationale ploeg. De laatste keer was in 2003, Macedonië-Engeland (1-2). Verder is hij vader van drie kinderen, Itse,Marina en Mario
Gjuzelov werd bij Cercle veelvuldig geplaagd door blessures. Hij kwam daardoor in de seizoenen 2007-2008 en 2008-2009 weinig in actie en was in juni 2009 einde contract. Toch tekende hij op 15 mei 2009 een contractverlenging bij Cercle voor twee bijkomende seizoenen.

## Statistieken
| seizoen   | club                | land            | competitie                 | wed. | goals |
| --------- | ------------------- | --------------- | -------------------------- | ---- | ----- |
| 1997-98   | FK Sileks Kratovo   | Noord-Macedonië | Prva Liga                  | ?    | ?     |
| 1998-1999 | FK Sileks Kratovo   | Noord-Macedonië | Prva Liga                  | ?    | ?     |
| 1999-00   | Hajduk Split        | Kroatië         | 1. Hrvatska Nogometna Liga | 12   | 0     |
| 2000-01   | Hajduk Split        | Kroatië         | 1. Hrvatska Nogometna Liga | 20   | 0     |
| 2001/02   | Sjachtar Donetsk    | Oekraïne        | Vysjtsja Liha              | 2    | 0     |
| 2002-03   | Metaloerh Donetsk   | Oekraïne        | Vysjtsja Liha              | 18   | 1     |
| 2003-04   | Metaloerh Donetsk   | Oekraïne        | Vysjtsja Liha              | 15   | 1     |
| 2004-05   | Metaloerh Donetsk   | Oekraïne        | Vysjtsja Liha              | 18   | 1     |
| 2005-06   | Hapoel Petach Tikwa | Israël          | Ligat Ha'Al                | 6    | 0     |
| 2005-06   | Metaloerh Donetsk   | Oekraïne        | Vysjtsja Liha              | 10   | 0     |
| 2006/07   | Cercle Brugge       | België          | Jupiler Pro League         | 25   | 0     |
| 2007/08   | Cercle Brugge       | België          | Jupiler Pro League         | 1    | 0     |
| 2008/09   | Cercle Brugge       | België          | Jupiler Pro League         | 5    | 0     |
| 2009/10   | Cercle Brugge       | België          | Jupiler Pro League         | 7    | 0     |
| 2009/10   | Cercle Brugge       | België          | Play-Off II A              | 2    | 0     |
| 2010/11   | Cercle Brugge       | België          | Jupiler Pro League         | 0    | 0     |
|           |                     |                 | Totaal                     | 141  | 3     |

## Erelijst
- 5x kampioen (Sileks 95/96- 96/97- 97/98, Hajduk Split 00/01, Sjachtar 01/02)
- 3x bekerwinnaar (Sileks 96/97, Hajduk Split 1999/00, Sjachtar 01/02)
- 2x derde plaats (Metalurg Donetsk)